# Werner Otto (Radsportler)
Werner Otto (* 15. April 1948 in Dresden) ist ein ehemaliger deutscher Radrennfahrer, zweifacher Weltmeister und Radsporttrainer.

## Sportliche Laufbahn
Otto begann mit dem Radsport bei der SG Dynamo Dresden-Nord 1962 und wechselte 1966 zum SC Dynamo Berlin, wo er bei Rolf Nitzsche und später Werner Malitz trainierte. Viermal gewann er im Jugendbereich DDR-Meistertitel in verschiedenen Disziplinen (Sprint, Tandem, 500 Meter Zeitfahren), zwei Titel gewann er bei den Rennen der Kinder- und Jugendspartakiaden. Werner Otto war zwischen 1962 und 1974 als Rennfahrer spezialisiert auf Sprint und Tandemrennen. 1969 und 1971 wurde er Weltmeister auf dem Tandem gemeinsam mit Jürgen Geschke. Viermal wurden die beiden Fahrer auch DDR-Meister in dieser Disziplin.
Bei den Olympischen Sommerspielen 1972 in München errangen Otto und Geschke die Silbermedaille im Tandemrennen. 1974 trat Otto vom Leistungsradsport zurück, errang aber in den 2000er Jahren noch Podiumsplätze bei Senioren-Meisterschaften. 1973 gewann er überraschend gegen alle Favoriten die Internationale Sprintermeisterschaft von Berlin auf der Bahn der Werner-Seelenbinder-Halle sowie den Großen Preis von Berlin.

## Berufliches
Werner Otto hat ursprünglich eine Lehre als Elektrofahrzeugschlosser absolviert.
Von 1974 bis 1991 war Werner Otto erfolgreich als Trainer tätig, u. a. beim SC Dynamo Berlin. Danach eröffnete er in Berlin ein Fahrradgeschäft. Zudem ist er Initiator, Namensgeber sowie Vorsitzender des Vereins RSV Werner Otto; für den Fahrer wie Karl Christian König, Dana Glöß, Robert Bartko, Guido Fulst und Sören Lausberg starten oder starteten. Trainer des Vereins ist Emanuel Raasch, ebenfalls ein ehemaliger Schützling von Otto. Nach seiner aktiven Zeit als Sportler war Werner Otto von 1974 bis 1991 als erfolgreicher Trainer tätig. Unter anderem trainierte er 10 Jahre lang Emanuel Raasch. Insgesamt errangen seine Sportlerinnen und Sportler 18 Medaillen bei Weltmeisterschaften, Olympischen Spielen und deutschen Meisterschaften.

## Erfolge
1968

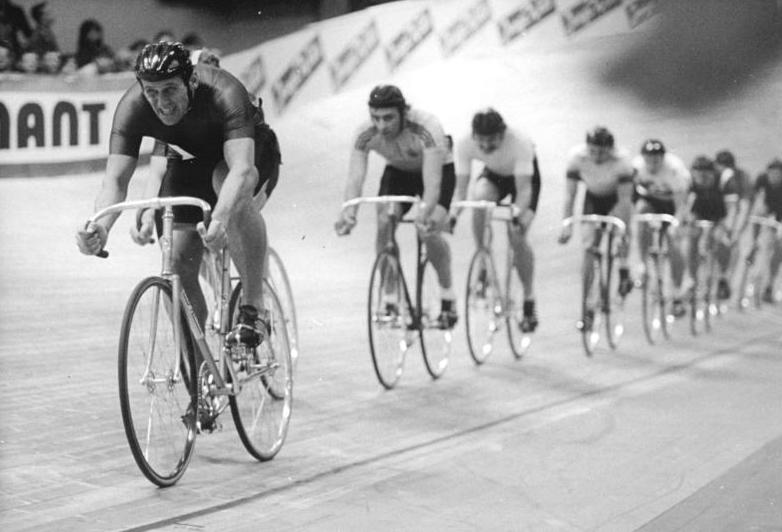
Werner Otto (vorne) bei einem Solidaritätsrennen in der Werner-Seelenbinder-Halle 1989

- DDR-Meister – Tandemrennen (mit Jürgen Geschke)

1969
- Weltmeister (Amateure) – Tandemrennen (mit Jürgen Geschke)
- DDR-Meister – Tandemrennen (mit Jürgen Geschke)

1970
- Weltmeisterschaft (Amateure)  Tandemrennen (mit Jürgen Geschke)
- DDR-Meister – Tandemrennen (mit Jürgen Geschke)

1971
- Weltmeister (Amateure) – Tandemrennen (mit Jürgen Geschke)
- DDR-Meister – Tandemrennen (mit Jürgen Geschke)

1972
- Olympische Spiele – Tandemrennen (mit Jürgen Geschke)

1973
- Weltmeisterschaft (Amateure) Tandemrennen (mit Jürgen Geschke)

## Auszeichnungen (Auswahl)
- 1970 und 1971: Vaterländischer Verdienstorden in Bronze
- 1972: Vaterländischer Verdienstorden in Silber